# Hey There!
Hey There! é um filme mudo norte-americano de 1918, do gênero comédia, estrelado por Harold Lloyd.
O curta-metragem foi dirigido por Gilbert Pratt.

## Elenco
- Harold Lloyd
- Snub Pollard
- Bebe Daniels
- William Blaisdell
- Sammy Brooks
- Harry Clifton
- Lige Conley - (como Lige Cromley)
- Billy Fay
- William Gillespie
- Helen Gilmore

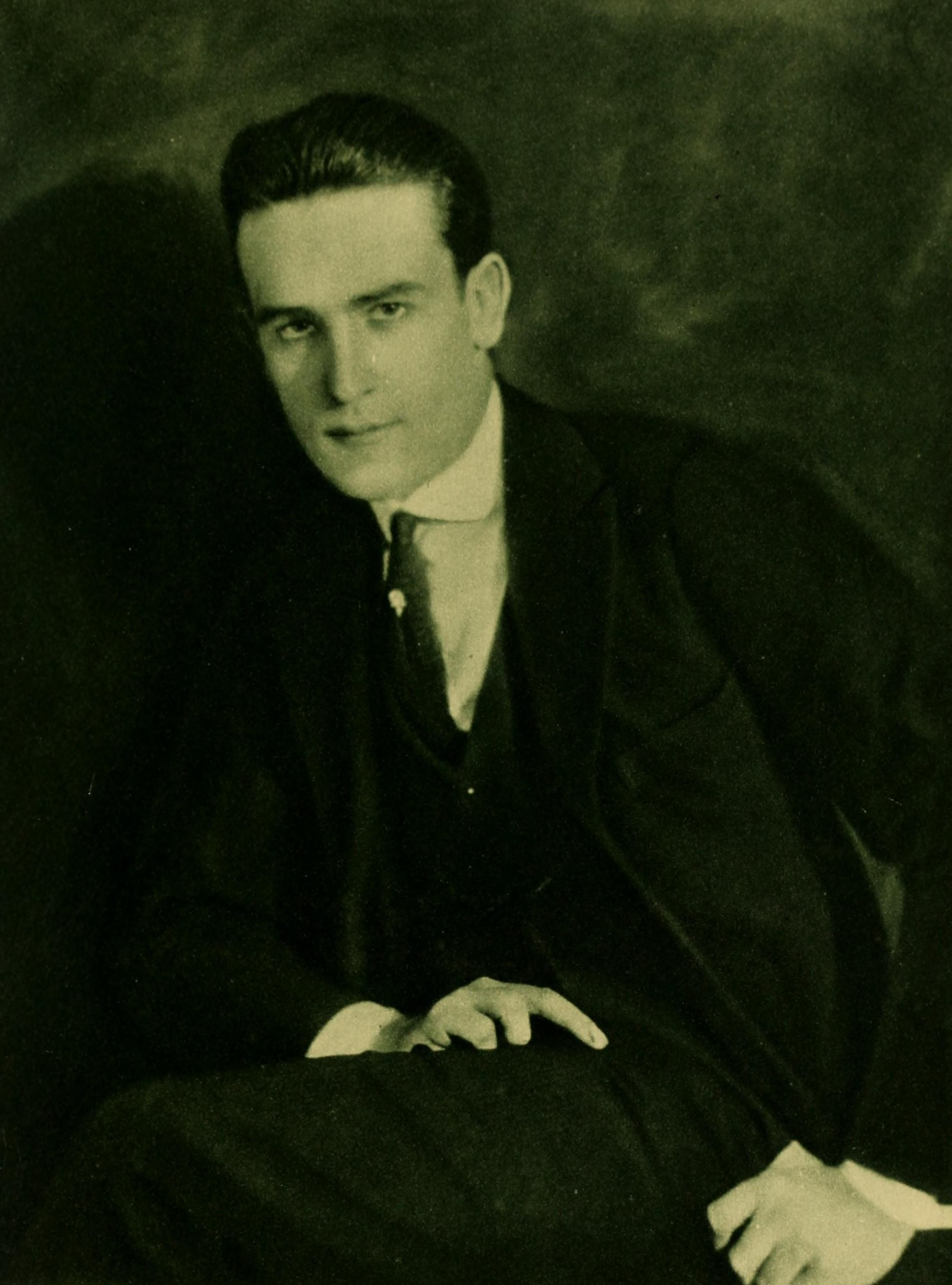
Harold Lloyd

- June Havoc - Criança (como June Hovick)
- James Parrott
- Charles Stevenson
- Dorothea Wolbert
- King Zany - (como Charles Dill)